# Renault K-Truck
Der Renault K-Truck ist ein Baustellenverkehr-Lkw für schwere Einsätze. Renault Trucks löste mit dem Modell den Renault Kerax ab.
Der K-Truck ist robust konstruiert und verfügt über Allradantrieb. Er hat einen Böschungswinkel von 32 Grad und kann als Kipperfahrzeug Transportgut wie Schotter bis zu einem maximalen Gesamtgewicht bis 120 Tonnen tragen.
Wie die übrigen Modelle der neu vorgestellten Renault Trucks Nutzfahrzeugpalette verfügt der K-Truck über Common-Rail-Einspritzung-Dieselmotoren, welche die Abgasnorm Euro 6 erfüllen.
Bei den Standardvarianten zwischen 19 und 50 Tonnen erfolgt die Kraftübertragung serienmäßig mit den Renault Optidriver Automatikgetriebe.
Neben der Standard-Antriebsformel 4×4 ist auch 6×6-Bauweise erhältlich.